# إرنا جويل هانسن
إرنا إميلي لويس جويل هانسن دراخمان (بالدنماركية: Erna Juel-Hansen)، روائيّة دنماركية وناشطة في حقوق المرأة منذُ مرحلة مُبكره من عُمرها. أدخلت رياضة الجمباز في المناهج التعليميّة وشاركت في تأسيس أول روضة أطفال في الدنمارك.

## سيرتها الذاتيّة
وُلدت في الخامس من مارس عام (1845) في كوبنهاجن، كانت إرنا دراخمان ابنة الطبيب أندريس دراخمان، والذي وُلد عام (1810) وتُوفي عام (1892)، وفيلهلمين ماري ستير، والتي وُلدت عام (1820) وتُوفيت عام (1857). كانت الشقيقة الكُبرى للكاتب المسرحي، والشاعر المشهور هولجر دراخمان حيثُ ربطتهما علاقة وثيقة. كانت إرنا ستتبع خُطى أبيها كطبيب، لكن كلية الطب لم تسمح لها كامرأة بالدخول. بدلًا من ذلك، تبنّت إرنا اهتمام والدها برياضة الجمباز، لتدرس الجزء النظري والعملي الخاص بالرياضة والذي أكملته في رحلة دراسية إلى باريس عام (1866). دُربت بعد ذلك كمُدرسة مدرسيّة في مدرسة إن.زحلة.
درّست إرنا في أواخر عام (1860) في معهد الجمباز الذي أسسه والدها. خُطبت لنيلز جويل هانسن (1841 – 1905)، والذي كان يعمل كمحاميًا، لكنه كان يُشاركها اهتماماتها بالتعليم. جذبت أفكار فغيدغيش فغوبل المُتعلقة بتعليم الأطفال اهتمامهما، لذلك في عام (1871)، أنشأت هي وشريكها أول روضة أطفال بالدنمارك على نهج فغوبل. تزوجت إرنا بعد ذلك بعدة سنوات بنيلز. دأبَ الاثنان على تأسيس المدارس المُختلطة بين الأطفال، البنات والذكور في عام (1876)، لكن طريقتهم الجديدة لم تلق استحسانًا واسعًا من الآباء. أغلقا المدرسة في عام (1883)، كنتيجة للصعوبات الماليّة التي مرّا بها. بدأ زواجهما أيضًا يواجه العديد من الصعوبات مما أدّى إلى الانفصال عام (1894). سبب لها الانفصال عن زوجها الكثير من الحزن والأسى لأنها كانت تأمل أن تعيش حياة سعيده، وزواج عصري يتشاركا فيه تربية أبنائهم الأربعة.
قررت إرنا التركيز على مشروع جديد بعد غلق روضة الأطفال، لتبدأ تأسيس كلية الجمباز في عام (1884)، آخذه في اعتبارها الكامل، عمل بيهر هِنريك لينج الرائد في السويد في التعليم البدني. بدأت أيضًا الكتابة، لتغطي الصعوبات التي يمر بها الشباب نتيجة تربيتهم، بالإضافة إلى الصراعات التي تواجهها النساء في حياتِهُنَّ الزوجيّة، بناءً على تجاربها السابقة.
نُشرت روايتها الأولى «بين الثانية عشر، والسابعة عشر» عام (1881)، والتي كانت تغطي بشكل بدائي نوعًا ما أوهام الفتايات في فترة المراهقة، تُعتبر روايتها إن أونج دامس (قصة شابة، عام 1888) من أكثر الروايات جرأة عن اللقاءات الأولى والمُبكرة للمراة مع الرومانسيّة. بحساباتها الحقيقيّة لتجارب الفتايات الجنسيّة، أثبتت إرنا أنها شائعة جدًا بينهنَّ. لذلك كانت المشاكل التي تواجهها الفتايات البالغات مع تقدمهُنَّ في العُمر خلف رواياتها التالية، تريس كارولف عام (1894)، وهيلسن وكو عام (1900)، وكلتاهما كانتا سيرة ذاتيّة جزئيّة.
انخرطت إرنا في المطالبة بتعزيز وتحسين حقوق المرأة، لتصبح عضوةً نشطة في كل من جمعية المرأة الدنماركيّة، واتحاد الطلاب في عام (1883). أصبحت واحدة من أوائل النساء اللاتي التحقن  بجمعيّة الناخبين الليبراليّة في عام (1905) بكوبنهاجن.
تُوفيت إرنا في هوغنباك في الثلاثين من نوفمبر عام (1922).